# Olej Lorenza (film)
Olej Lorenza (ang. Lorenzo's Oil) – film produkcji USA z roku 1992 w reżyserii George’a Millera.
Oparty na autentycznej historii życia Augusto i Michaeli Odone, rodziców kilkuletniego Lorenza. U zdrowego dotychczas dziecka pojawiają się pierwsze objawy tajemniczej choroby. Zrozpaczeni rodzice dowiadują się, że w przypadku ich syna medycyna jest bezradna. Lekarze, którzy zdiagnozowali u niego adrenoleukodystrofię (ALD), bardzo rzadkie nieuleczalne zwyrodnienie mózgu, przepowiadają chłopcu najwyżej dwa lata życia.

## Obsada
- Nick Nolte – Augusto Odone
- Susan Sarandon – Michaela Odone
- Zack O’Malley-Greenburg – Lorenzo Odone
- Peter Ustinov – Prof. Gus Nikolais
- Kathleen Wilhoite – Deirdre Murphy
- Gerry Bamman – dr Judalon
- Margo Martindale – Wendy Gimble
- James Rebhorn – Ellard Muscatine
- Ann Hearn – Loretta Muscatine
- Maduka Steady – Omouri
- Mary Wakio – Comorian Teacher
- Don Suddaby – gra siebie samego
- Colin Ward – Jake Gimble
- LaTanya Richardson – pielęgniarka Ruth
- Jennifer Dundas – pielęgniarka Nancy Jo
- William Cameron – Pellerman

## Nagrody i nominacje
Oscary za rok 1992
- Najlepszy scenariusz oryginalny – George Miller, Nick Enright (nominacja)
- Najlepsza aktorka – Susan Sarandon (nominacja)

Złote Globy 1992
- Najlepsza aktorka dramatyczna – Susan Sarandon (nominacja)